# PZL.3
PZL.3 (PZL-3) – projekt bombowca autorstwa Władysława Zalewskiego opracowywany w latach 1928–1930 w Państwowych Zakładach Lotniczych.

## Historia
Projekt samolotu PZL.3 powstał w wyniku zapotrzebowania polskiego lotnictwa wojskowego na samolot bombowy. Projekt Zalewskiego był rozwinięciem samolotu WZ-IX Pteranodon. W pierwszej wersji projektu samolot miał posiadać dwa silniki pchające i dwa silniki ciągnące. Później ze względów technicznych z tej koncepcji zrezygnowano. Badania modelu wykazały bardzo dobre własności płatowca.
Mimo zachęcających wyników wstępnych analiz projekt zarzucono, głównie ze względów na zbyt wysokie koszty.
Część założeń projektu wykorzystano w pracach nad PZL.37 Łoś.
W 1933 roku powstała we Francji bliźniaczo podobna konstrukcja: Potez 41 BN4.

## Służba w lotnictwie
Bombowiec nigdy nie wyszedł poza fazę projektu.

## Opis techniczny
Wolnonośny dolnopłat czterosilnikowy z podwójnym usterzeniem pionowym. Napęd miały stanowić dwie pary silników Bristol Jupiter o mocy 520 KM każdy. Projekt odznaczał się nowoczesną, duralową konstrukcją kadłuba. Samolot miał być stosunkowo dobrze uzbrojony (3 ruchome karabiny maszynowe). Miał przenosić 3000 kg bomb.

## Wersje
- PZL.3 - bombowiec czterosilnikowy, projekt.